# Escuela Normal 1 de Buenos Aires

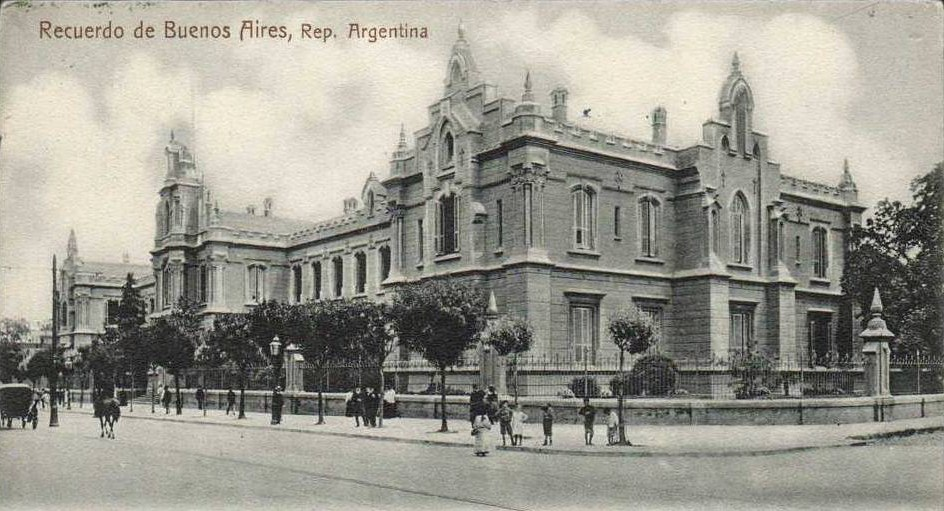
El edificio estilo Tudor de la Escuela Normal de Profesoras, hacia 1900.

La Escuela Normal Superior n.º 1 en Lenguas Vivas “Presidente Roque Sáenz Peña” es uno de los establecimientos educativos más antiguos e importantes en la ciudad de Buenos Aires. Fundada en 1874, ofrece los niveles inicial, primario, secundario y terciario; recibiendo niños desde los dos años. Funciona en un imponente edificio en avenida Córdoba 1951, en el barrio de Recoleta.

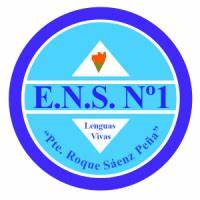
Escudo de la Escuela Normal en la actualidad.

El 30 de julio de 1874, mediante un decreto, el gobernador Mariano Acosta y el ministro de Educación Amancio Alcorta creaban la Escuela Normal de Maestras de la provincia de Buenos Aires, en tiempos en que la ciudad funcionaba como capital de esa provincia. En un primer momento, el establecimiento se instaló en la Quinta de Cambaceres, en el comienzo de la actual avenida Montes de Oca en Barracas, mientras se diseñaba y construía su edificio definitivo en el barrio de Recoleta, una zona todavía suburbana y marginal en aquellos años.
Su primera directora fue Emma Nicolay de Caprile.
El edificio de la Escuela Normal fue proyectado por el arquitecto Ernesto Bunge, dándole el estilo Tudor preferido para los edificios educativos en la época ya que era una imagen asociada con los centenarios colegios y universidades fundadas por la Iglesia en Europa. Finalmente, la escuela se mudó a su sede definitiva en 1880, ocupando una manzana completa entre la Avenida Córdoba y las calles Riobamba, Paraguay y Ayacucho. Diez años después, avanzaba en la vereda opuesta la construcción del imponente Palacio de Aguas Corrientes, formando en la zona un corredor de edificios fastuosos que valorizó el entorno y le dio un impulso al crecimiento del barrio.
Con la Federalización de Buenos Aires, en 1881 pasa a llamarse Escuela Normal de Maestras de la Capital, cambiado seis años después por Escuela Normal de Profesoras de la Capital. En 1914, con la muerte del presidente Roque Sáenz Peña, el establecimiento toma su nombre en homenaje. Con el festejo del centenario de su fundación, en 1974 recibe el nombre de Escuela Normal Superior de Profesorado n.º 1 “Pte. Roque Sáenz Peña”, y al año siguiente la Ley 21.181 declara Monumento Histórico Nacional el edificio de la Escuela, mientras comienzan las obras para la reforma edilicia con la construcción de un anexo nuevo sobre la calle Paraguay.
En 1994, como parte de la federalización de los servicios públicos encabezada por el presidente Carlos Menem mediante una reforma constitucional, la Escuela Normal n.º 1 pasa a depender de la Municipalidad de Buenos Aires, que se transforma en Gobierno de la Ciudad de Buenos Aires en 1996, cuando alcanza la autonomía. Ese mismo año comienzan las obras de restauración del edificio histórico, inauguradas dos años después.
El colegio primario consta de; Jornada completa, que va de 8.20Am hasta las 4.30Pm. También aunque no este abierta inscripción cuenta con jornada simple, tanto de la tarde y la mañana con una duración 4 horas. Para los alumnos que asisten a jornada completa reciben el servicio de comedor escolar incluido. Encargado por la empresa S.I.A.L. 